# برايان إف. كوران
برايان إف. كوران هو محامي وسياسي أمريكي، ولد في 1 نوفمبر 1968 في لينبروك في الولايات المتحدة. نشط حزبياً في الحزب الجمهوري. وقد انتخب عضو جمعية ولاية نيويورك ‏.

## وصلات خارجية
- الموقع الرسمي